# 洛朗斯
洛朗斯（法語：Laurens，法語發音：[lɔʁɛ̃s]）是法国埃罗省的一个市镇，属于贝济耶区。

## 地名
该地名“Laurens”发音为[lɔʁɛ̃s]，末尾字母“s”发音，《世界地名翻译大辞典》与《世界地名译名词典》将其误译作“洛朗”。

## 地理
洛朗斯（43°31'23"N, 3°11'50"E）面积16.39 平方千米，位于法国奧克西塔尼大區埃罗省，该省份为法国南部沿海省份，南濒地中海，西南接奥德省，西北接塔恩省和阿韦龙省，东北与加尔省接壤。
与洛朗斯接壤的市镇（或旧市镇、城区）包括：欧蒂尼亚克、卡布勒罗勒、科西尼奥茹尔、福热尔、富济永、马加拉斯、罗克塞勒。
洛朗斯的时区为UTC+01:00、UTC+02:00（夏令时）。

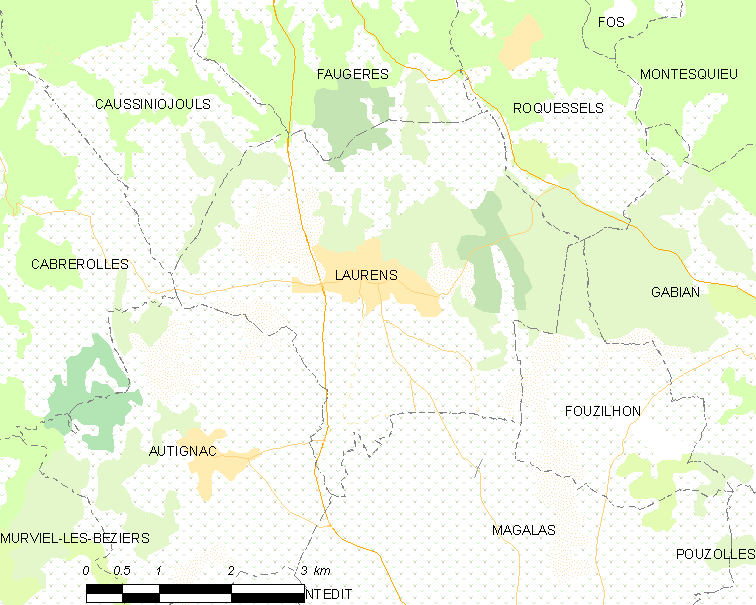
洛朗斯的OSM定位图

## 行政
洛朗斯的邮政编码为34480，INSEE市镇编码为34130。

## 政治
洛朗斯所属的省级选区为卡祖勒莱贝济耶县。

## 人口

1962-2008年间洛朗斯人口变化图示

洛朗斯于2022年1月1日时的人口数量为1794人。